# Embu (hạt)
Hạt Embu là một hạt thuộc Tỉnh Đông ở Kenya. Theo điều tra dân số ngày 24 tháng 8 năm 1999, hạt này có dân số 278196 người. Hạt Embu có diện tích 729 km². Hạt lỵ đóng tại Embu.